# 趙懷仁
趙懷仁（法語：Bomans Helena Maria，1932年1月28日—2013年12月21日），比利時人，聖母聖心傳教修女會修女，在臺灣臺北市萬華區創立臺灣最早專門照顧早產兒的聖若瑟醫院，為第六屆醫療奉獻獎得主。

## 生平
趙懷仁在1932年1月28日生，比利時根克德蘭護士學校畢業。1959年2月，她與聖心會修女輾轉經香港抵臺灣，於臺北市較落後貧困的萬華大埔街為貧病及行動不便的人行醫。
由於當時臺灣營養條件較差、公共衛生落後，早產十分頻繁，年輕父母無法負擔龐貴的醫療費只能拋棄骨肉，常自垃圾堆撿拾早產兒回家的趙懷仁遂決定成立以照護婦幼為主的聖若瑟醫院，並發展臺灣最早期的早產兒及新生兒照護。1962年，藉由德國的捐助，臺北市東園街成立了臺灣最早有早產兒保溫箱的的聖若瑟醫院。
和趙懷仁同為第一批自比利時來台的葛永勉修女回憶，當時她們由一名美籍醫師轉贈的嬰兒保溫箱開始，直到後來有四、五十個保溫箱，但各方湧至的早產兒或病嬰越來越多，有時一個保溫箱還同時擠了兩、三名早產兒。趙修女也設計讓每個病兒的糞便都用桶子裝起來，一天看兩次，從中觀察病嬰恢復情形，並藉以調整沖泡牛奶濃稠度。
1963年至1983年間，從基隆到新竹的早產兒，不是送到台大醫院就是送到聖若瑟醫院。聖若瑟醫院收治早產兒最多達到兩百名，而且保溫箱還排到走廊，為當時全臺灣最大的早產兒保溫加護中心。
曾擔任聖若瑟醫院擔任主治醫師的鄒國英指出，她剛到聖若瑟，只見普通的保溫箱、氧氣、點滴輸液等設備，顯示人力照顧比儀器更有用，於是她跟趙修女商量，除非是體重不足一千兩百公克的早產兒，否則院方應盡力說服家長，並給予醫療費用補助或分期付款。鄒國英印象深刻的是，一名只需使用呼吸器的早產兒，家長有意放棄治療，但經過趙修女與對方懇談後，以留院一周觀察為期限，結果這名早產兒可脫離呼吸器，順利出院。
耕莘醫院永和分院公衛副護理長潘銀鶯修女表示趙懷仁雖為聖若瑟醫院院長，但照顧早產兒仍親力親為，連洗廁所、擦地板等雜事，也與院內護理人員一起分工。趙懷仁為北臺灣早產兒奉獻長達二十年，共照顧兩萬千名五千多個早產兒，後來1983年聖若瑟醫院與新店耕莘醫院合併，於永和區現址新建醫院並更名為天主教耕莘醫院永和分院。她本人退居護理部主任，在該院從事社會服務及牧靈工作區醫護人員。1984年，耕莘醫院永和分院成立早產兒基金會。趙懷仁眼看早產兒醫療有基金會及保險給付，與修女們轉而關注滯留在台的外籍勞工，並不時抽空至三峽非法外勞收容中心。
1992年，趙懷仁和天主教四海協會、羅東聖母醫院合作，和葛修女等人至內蒙古磴口縣立醫院，協助內蒙古巴彦淖尔醫護人員的訓練計畫。
1995年，趙懷仁替同鄉、也屬同一教會的石仁愛代領第五屆醫療奉獻獎，次年她得第六屆奉獻獎時，卻因心臟病發也由人代領。這群在萬華照顧早產兒的聖母聖心傳教修女會修女，包括趙懷仁、葛永勉、何華珍都陸續得到醫療奉獻獎。
2005年6月12日，聖若瑟失智老人養護中心為要返回比利時的趙懷仁送行。儘管回到比利時，聖若瑟失智老人養護中心還是收到她所捐的五百歐元善款。何華珍曾回比利時探望在修院的趙懷仁。
2013年12月21日晚上9點20分左右，趙懷仁於鲁汶去世。